# سيمون ديفيز
سيمون ديفيز (بالإنجليزية: Simon Davies)‏، من مواليد 23 أكتوبر 1979 في هافرفوردويست في ويلز، لاعب كرة قدم ويلزي.
بدأ مسيرته الكروية مع نادي بيتربوروغ يونايتد الإنجليزي في عام 1997، ولعب معهم حتى عام 2000، وشارك معهم في 65 مباراة وسجل 6 أهداف، وفي عام 2000 انتقل إلى نادي توتنهام هوتسبر الإنجليزي، ولعب معهم حتى عام 2005، وشارك معهم في 121 مباراة وسجل 13 هدف، وفي عام 2005 انتقل إلى نادي إيفرتون الإنجليزي، ولعب معهم حتى عام 2007، وشارك معهم في 45 مباراة وسجل هدف واحد، وفي 2007 لعب مع نادي فولهام الإنجليزي.
و قد بدأ باللعب مع منتخب ويلز لكرة القدم في عام 2001.

## مسيرته الكروية
لعب سيمون ديفيز خلال مسيرته الاحترافية مع 4 أندية في ثمانية عشر موسمًا وسجل خلالها 33 هدفًا ضمن 368 مباراة. ولم يفز بأي موسم بالكأس أو بالدوري.
خاض سيمون ديفيز مسيرته مع نادي بيتربورو يونايتد في موسم 1997–98 واستمر معه طيلة ثلاثة مواسم، مشاركًا في 65 مباراة سجل خلالها 6 أهداف. ثم انتقل إلى نادي توتنهام هوتسبير في موسم 1999–00 ليلعب معه ستة مواسم، حيث شارك في 121 مباراة سجل خلالها 13 هدفًا. لينتقل بعدها إلى نادي إيفرتون في موسم 2005–06 ولمدة موسمين، مشاركًا في 45 مباراة سجل خلالها هدفًا واحدًا. ثم انتقل إلى نادي فولهام في موسم 2006–07 ليلعب معه سبعة مواسم، مشاركًا في 137 مباراة سجل خلالها 13 هدفًا.

## روابط خارجية
- سيمون ديفيز على موقع الاتحاد الأوربي (الإنجليزية)
- سيمون ديفيز على موقع قاعدة بيانات كرة القدم.إي يو (الإنجليزية)
- سيمون ديفيز على موقع ليكيب (الفرنسية)
- سيمون ديفيز على موقع ناشيونال فوتبول تيمز (الإنجليزية)
- سيمون ديفيز على موقع Soccerbase.com (لاعب) (الإنجليزية)
- سيمون ديفيز على موقع عالم كرة القدم.نت (الإنجليزية)
- سيمون ديفيز على موقع كووورة
- سيمون ديفيز على موقع AS.com (الإسبانية)